# A Republikanska futbolna grupa 1984-1985
La stagione 1984-1985 è stata la sessantunesima edizione della A RFG, massimo livello del campionato bulgaro di calcio.

## Avvenimenti

### Antefatti
Fu modificato il sistema di assegnazione dei punti: in caso di pareggio per 0-0 nessuna delle due squadre avrebbe ottenuto un punto ciascuna, equivalendo di fatto a una sconfitta per entrambe.

### Avvenimenti
Il verdetto del campionato, inizialmente favorevole al Levski Sofia, fu modificato in seguito ad una rissa scatenatasi durante la finale di Coppa di Bulgaria tra il Levski e i rivali del CSKA Septemvrijsko zname Sofia. La Federazione decise, in un primo momento, di chiudere entrambi i club e di assegnare il titolo al Trakia Plovdiv terza in classifica (permettendole di partecipare alla Coppa dei Campioni 1985-1986), salvo poi decidere di riammettere le squadre al campionato, sia pure con un nuovo nome.

## Classifica finale
|  | Pos. | Squadra              | Pt | G  | V  | N | 0-0 | P  | GF | GS | DR  |
|  | ---- | -------------------- | -- | -- | -- | - | --- | -- | -- | -- | --- |
|  | 1.   | Levski Sofia         | 40 | 30 | 18 | 4 | 2   | 6  | 66 | 37 | +29 |
|  | 2.   | CSKA Sofia           | 36 | 30 | 15 | 6 | 1   | 8  | 66 | 36 | +30 |
|  | 3.   | Trakia Plovdiv       | 33 | 30 | 15 | 3 | 2   | 10 | 68 | 32 | +36 |
|  | 4.   | Lokomotiv Sofia      | 33 | 30 | 13 | 7 | 1   | 9  | 45 | 41 | +4  |
|  | 5.   | Pirin Blagoevgrad    | 31 | 30 | 12 | 7 | 0   | 11 | 42 | 43 | -1  |
|  | 6.   | Botev Vraca          | 29 | 30 | 13 | 3 | 0   | 14 | 48 | 42 | +6  |
|  | 7.   | Slavia Sofia         | 29 | 30 | 14 | 1 | 1   | 14 | 49 | 48 | +1  |
|  | 8.   | FK Etăr              | 28 | 30 | 14 | 0 | 1   | 15 | 49 | 50 | -1  |
|  | 9.   | Spartak Pleven       | 27 | 30 | 11 | 5 | 2   | 12 | 47 | 52 | -5  |
|  | 10.  | Černo More Varna     | 26 | 30 | 11 | 4 | 3   | 12 | 41 | 45 | -4  |
|  | 11.  | Sliven               | 26 | 30 | 11 | 4 | 1   | 14 | 41 | 45 | -4  |
|  | 12.  | Beroe                | 26 | 30 | 11 | 4 | 1   | 14 | 41 | 51 | -10 |
|  | 13.  | Dunav Ruse           | 26 | 30 | 10 | 6 | 1   | 13 | 39 | 51 | -12 |
|  | 14.  | Spartak Varna        | 26 | 30 | 11 | 4 | 0   | 15 | 35 | 49 | -14 |
|  | 15.  | Minjor Pernik        | 25 | 30 | 11 | 3 | 2   | 14 | 32 | 65 | -33 |
|  | 16.  | FK Černomorec Burgas | 21 | 30 | 8  | 5 | 0   | 17 | 35 | 57 | -22 |

Legenda:

         Qualificata in Coppa dei Campioni 1985-1986
         Qualificate in Coppa UEFA 1985-1986
         Retrocesse in B Republikanska futbolna grupa 1985-1986
Note:
Due punti a vittoria, uno a pareggio con reti, zero a sconfitta o a pareggio senza reti.

## Statistiche

### Classifica marcatori
| Gol |  |  | Giocatore        | Squadra        |
| --- |  |  | ---------------- | -------------- |
| 20  |  |  | Plamen Getov     | Spartak Pleven |
| 17  |  |  | Atanas Pašev     | Trakia Plovdiv |
| 16  |  |  | Antim Pehlivanov | Trakia Plovdiv |
| 16  |  |  | Dimităr Argirov  | FK Etăr        |